# أسينات (كيمياء)

الصيغة البنوية العامة للأسينات.

الأسينات (مفردها أسين) هي فئة ومجموعة من المركبات العضوية    المصنفة ضمن الهيدروكربونات العطرية متعددة الحلقات والتي تتميز بأنها تتكون من اندماج حلقات بنزين بشكل متصل وخطّي.  
تعد مركبات الأسينات العليا ذات أهمية، بسبب تطبيقات محتملة في مجال الكهرضوئيات وأشباه الموصلات العضوية.

## جدول بالأسينات
يظهر الجدول أدناه الأسينات السبعة الأولى غير المستبدلة:
.
| الاسم    | الصيغة الكيميائية | عدد الحلقات | الكتلة المولية غ/مول | رقم التسجيل CAS | الصيغة البنيوية |
| -------- | ----------------- | ----------- | -------------------- | --------------- | --------------- |
| البنزين  | C6H6              | 1           | 78.11                | 71-43-2         |                 |
| نفثالين  | C10H8             | 2           | 128.17               | 91-20-3         |                 |
| أنثراسين | C14H10            | 3           | 178.23               | 120-12-7        |                 |
| تتراسين  | C18H12            | 4           | 228.29               | 92-24-0         |                 |
| بنتاسين  | C22H14            | 5           | 278.35               | 135-48-8        |                 |
| هكساسين  | C26H16            | 6           | 328.41               | 258-31-1        |                 |
| هبتاسين  | C30H18            | 7           | 378.46               | 258-38-8        |                 |

يعد المركبان الأخيران الهكساسين والهبتاسين من المركبات النشيطة كيميائياً، وتم عزلهما فقط ضمن وسط حاضن (ماتريكس). على الرغم من ذلك يمكن الحصول على شكل مشتق من هذين المركبين والذي يتمتع بثباتية جيدة بحيث يمكن عزله على شكل بلورات.

## الأسينات الأكبر
بسبب زيادة طول اقترانها، تدرس الأسينات الأكبر أيضًا. تتوفر تقارير نظرية عديدة عن سلاسل أطول باستخدام طرق الكثافة الوظيفية. كما تُعد هذه المركبات وحدات بناء للأنابيب النانوية والجرافين . كُشف عن الأوكتاسين غير المستبدل (ن = 8) والنوناسين (ن = 9) باستخدام تقنية العزل في المصفوفة. أشارت أولى التقارير عن مشتقات نوناسين المستقرة إلى أن التأثيرات الإلكترونية لمجموعات الثيوأريل تجعل المركب ليس ثنائي الجذر، بل مركبًا مغلق الغلاف الإلكتروني بأقل فرق طاقة بين المدارات HOMO-LUMO أُبلغ عنه لأي أسين، وهي ملاحظة تنتهك قاعدة كاشا.
وقد أظهرت دراسات لاحقة على مشتقات مختلفة تضمنّت تراكيب بلورية، عدم وجود مثل هذا الانتهاك. أُبلغ عن تخليق وتوصيف النوناسين الأصلي غير المستبدل (ن = 9) والديكاسين (ن = 10). في عام 2020، أبلغ العلماء عن إنشاء الدوديكاسين (ن = 12) لأول مرة. بعد أربع سنوات، في بداية عام 2024، نجح روان وآخرون في تخليق ثلاثي ديكاسين غير مستبدل (ن = 13) على سطح من الذهب (111). مُيز الأسين من خلال قياسات المجهر النفقي والقياسات فوق الصوتية.

## المركبات المرتبطة
تتكون سلسلة الأسينات من حلقات متتالية مرتبطة في سلسلة خطية، لكن توجد ترابطات أخرى ممكنة في السلاسل. فالفيناكينات لها بنية متعرجة، بينما تتميز الهيليكينات ببنية لولبية.

## اقرأ أيضاً
- هيدروكربون عطري متعدد الحلقات
- هيليسين